# لیبور سیونکو
لیبور سیونکو (انگلیسی: Libor Sionko؛ زادهٔ ۱ فوریهٔ ۱۹۷۷) یک بازیکن فوتبال اهل جمهوری چک است.
وی همچنین در تیم ملی فوتبال جمهوری چک بازی کرده‌است.